# عدوى الميورة الحالة لليوريا
الميورة الحالة لليوريا هي نوع من أنواع البكتيريا يمكن أن يسبب العدوى للإنسان. على الرغم من أن معظم البكتيريا تمتلك جدار الخلية، إلا أن الميورة الحالة لليوريا لا تمتلك. توجد تلك العدوى في حوالي 70٪ من البشر النشطين جنسيًا، كما يمكن العثور عليه في مزارع البكتيريا في حالات مرض التهاب الحوض حيث تنتقل عن طريق النشاط الجنسي أو من الأم إلى الرضيع أثناء الولادة. لا تعتبر الميورة اللحالة لليوريا من البكتيريا المعايشة في الرحم والوسط المحيط بالجنين. يمكن أن تسهم عدوى الميورة اللحالة لليوريا في حديثي الولادة في نتائج سلبية عند الولادة.

## الجوانب الطبية

### الرجال
ترتبط عدوى الميورة اللحالة لليوريا بعدد من الأمراض في البشر، بما في ذلك التهاب الإحليل غير المحدد، والعقم.

### النساء والرضع
يرافق عدوى الميورة اللحالة لليوريا في حديثي الولادة استجابة مناعية قوية ترتبط مع الحاجة إلى التهوية الميكانيكية لفترات طويلة. يمكن أن يصاحب عدوى الميورة اللحالة لليوريا في الحمل والولادة مضاعفات في المشيمة والسلى وولادة جنين ميت أو الولادة المبكرة، وفي فترة ما حول الولادة، الالتهاب الرئوي وخلل التنسج القصبي الرئوي والتهاب السحايا. وقد وجدت الميورة الحالة لليوريا في السائل السلوي المحيط بالجنين لدى النساء اللائي ولدن ولادة مبكرة مع أغشية جنينية سليمة.
وقد لوحظ أن الميورة الحالة لليوريا يمكن اعتبارها واحدة من الأسباب المسببة للبيلة القيحية التي تزيد من خطر عدوى الأطفال حديثي الولادة. يرتبط ذلك مع الولادة المبكرة وتمزق الأغشية قبل الأوان والولادة المبكرة والولادة قيصرية والتهاب المشيمة والالتهاب الرئوي والتهاب السحايا وإصابة رئة الجنين وموت الرضيع. والإجهاض التلقائي.

## العلاج
يعتبر الدوكسيسايكلين هو الدواء المفضل، ولكن يستخدم الأزيثرومايسين أيضًا كدورة لمدة خمسة أيام بدلًا من جرعة واحدة من شأنها أن تستخدم لعلاج عدوى الكلاميديا؛ كما يعتبر الستربتومايسين بديلًا يمكن استخدامه، ولكنه يعتبر أقل شعبيةً لأنه يُعطى عن طريق الحقن. يعتبر البنسلين غير فعال في حالات عدوة الميورة الحالة لليوريا، لأن تلك البكتيريا لاتمتلك جدارًا للخلية، وهو الهدف الرئيسي لعائلى البنسلين.